# Carlos Escobar Ortíz
Carlos Humberto Escobar Ortíz (Coquimbo, 24 dicembre 1989) è un calciatore cileno, attaccante del Cobresal.